# 커틀러스

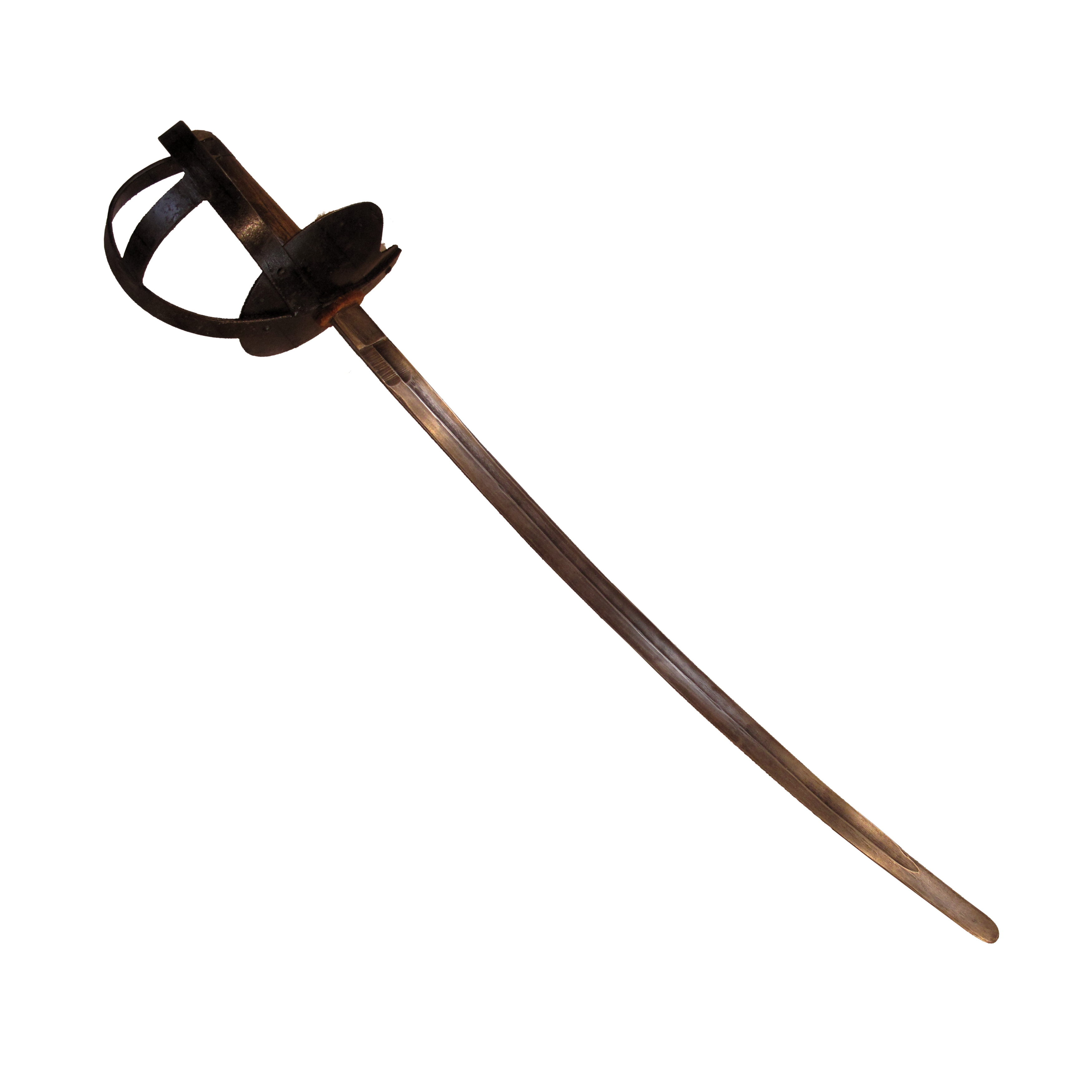
19세기 프랑스 해군의 커틀러스

커틀라스(cutlass)는 짧고 넓은 사브르 또는 날카로운 도검으로 칼날이 뾰족하고 살짝 굽거나 곧은 상태의 날 형태를 가졌으며 찻종 모양 또는 바구니 모양의 손잡이를 가지고 있다. 일반적인 해상 무기였다.

## 어원
커틀라스라는 단어는 17세기 영어권에서 마체테 모양의 검을 뜻하는 16세기 프랑스어 낱말 coutelas를 부르면서 생기게 되었다. (일반적으로 검을 뜻하는 현대 프랑스어 낱말 "couteau"는 17~18세기 영어에서 자주 "cuttoe"로 사용됨) 해당 프랑스어 낱말은 그 자체로는 16세기 동안 이탈리아에서 대중적으로 사용된, 짧은 넓은 칼날을 지닌 사브르를 뜻하는 커다란 검을 가리키는 이탈리아어 낱말 coltellaccio의 변형이다. 이 낱말은 작은 검을 뜻하는 라틴어 낱말 cultellus에서 파생된, 검이라는 뜻의 coltello에서 유래한다.

## 역사

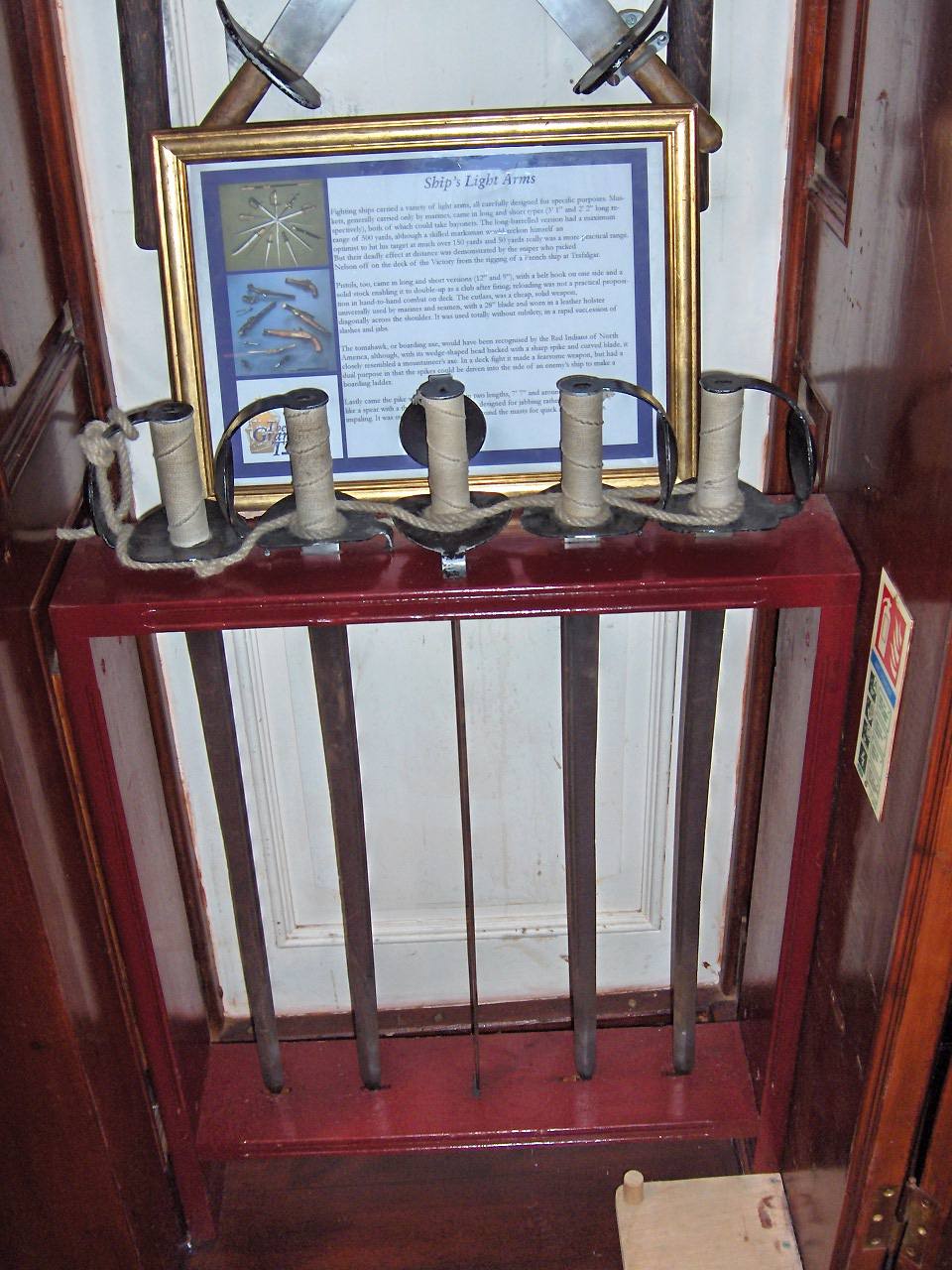
프리깃 그랑 터크 호의 커틀라스